# Jalšovík
Jalšovík je obec na Slovensku v okrese Krupina v Banskobystrickém kraji. V obci žije 188 obyvatel.

## Poloha
Obec leží v jižní části středního Slovenska v jihovýchodní části Krupinské planiny v plytkém údolí potoka Jalšovík, který protéká středem obce. Nadmořská výška plochých vrchů a údolí se pohybuje v rozmezí 325 až 408 m n. m., střed obce je ve výšce 348 m n. m. Území je tvořeno andezitickými tufity s hlubokou pokrývkou hlín. Dubový lesní porost se nachází jen na strmějších svazích.
Obec sousedí s obcemi Bzovík, Horný Badín, Kozí Vrbovok, Zemiansky Vrbovok a Dolné Mladonice.

## Historie
Obec vznikla v roce 1902 sloučením Dolného a Horného Jalšovníka, obec byla nazývána Bozókalsók.
Podle archeologických nálezů bylo území osídleno v prehistorickém období. Slovanské osídlení území Hontu připadá do druhé poloviny 6. století. První písemná zmínka o obci pochází z roku 1418, kde je nazývána Jelsoukh, Jelsouk. V roce 1446 pochází označení Utraque Elsko (oba Jalšovníky).
Z roku 1542 pochází název Also Alsok pro Dolný Jalšovník nebo z roku 1578 je to Felsero Jalsok; maďarsky název byl Felsöalsók. Obec náležela panství Bzovík a v 17. století vlastnili Szelényiové, Boriové a Balogové.
Horní Jalšovník byl v roce 1542 nazýván Felsew Alsok a v roce 1578 jako Felseo Jalsok.Obec náležela panství Bzovík, ale koncem 16. století zanikla. Obnovení je pokládáno na začátek 19. století.
Od roku 1920 je název obce Jalšovík.